# Heinrich Luden (Rechtswissenschaftler)

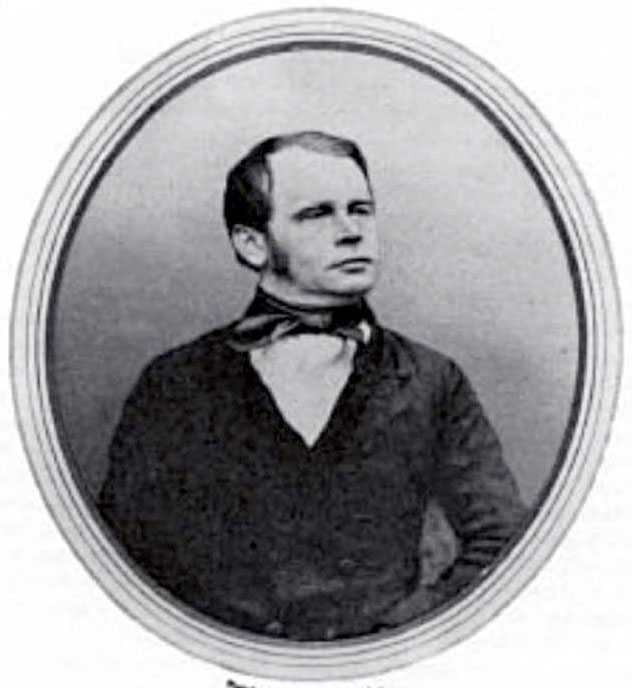
Johann Heinrich Gottlieb Luden

Johann Heinrich Gottlieb Luden (* 9. März 1810 in Jena; † 24. Dezember 1880 ebenda) war ein deutscher Rechtswissenschaftler.

## Leben
Heinrich Luden wurde als Sohn des namensgleichen Historikers Heinrich Luden und dessen Frau Johanna Catharina Sophia, geb. Köhler, geboren. Ab 1820 besuchte er die Klosterschule Roßleben und studierte ab 1825 an der Universität Jena, in Berlin und in Göttingen. 1829 wurde er Doktor der Philosophie und am 17. August 1831 promovierte er mit der Arbeit De furti notione secundum ius Romanum zum Doktor der Rechte. 1831 wurde er Dozent an der juristischen Fakultät in Jena, am 2. September 1834 außerordentlicher Professor der Rechte und 1836 außerordentlicher Assessor am Schöppenstuhl und der Juristenfakultät.
Am 26. März 1842 erhielt er eine Stelle als ordentlicher Honorarprofessor, 1843 war er ordentlicher Assessor am Schöppenstuhl und der Juristenfakultät und am 26. November 1844 ordentlicher Professor der Jenaer Juristenfakultät. Vom 1. Juli 1845 bis 30. September 1879 war er Oberappellationsrat und 1861 wurde er erster ordentlicher Professor der Juristenfakultät. Zudem beteiligte er sich an den organisatorischen Aufgaben der Salana. So war er einige Male Dekan der Juristenfakultät und in den Wintersemestern 1851, 1858, 1866, 1875 Rektor der Alma Mater.
Eine Gedenktafel, die am Gebäude von Ludens Jenaer Wohnung im Fürstengraben 30 angebracht wurde, ging nach 1934 verloren.

## Familie
Luden war zwei Mal verheiratet. Er verheiratete sich in erster Ehe am 15. April 1841 in Jena mit Anna Antonie Johanne Friederike Schmid († 16. Mai 1842 in Jena), die Tochter des Jenaer Rechtsprofessors Karl Ernst Schmid. Seine zweite Ehe ging er am 11. September 1844 in Ilmenau mit Marie Kriegel (geb. Schmidt, * Ilmenau; † 15. Februar 1879 in Jena), die Tochter des Kirchenrats in Ilmenau Schmidt, die Witwe des Assessors in Leipzig Dr. Kriegel, ein. Aus den Ehen stammen Kinder. Von diesen kennt man:
- Karl Ernst Heinrich Moritz Luden (* 13. Mai 1842 in Jena; † 1883 in Leipzig) wurde Rechtsanwalt in Leipzig, verh. Sidonie Bender
- Gustav Heinrich August Luden (* 29. Juli 1847 in Jena; † 14. Januar 1852 ebd.)
- Ernst Moritz Eduard Heinrich Luden (* 26. Oktober 1852 in Jena; † 26. Mai 1853 ebd.)
- Hermann Heinrich Carl Adolph (* 19. Juni 1849 in Jena; † 1870 in Frankreich)
- Johanne Luden (* 15. Juni 1845 in Jena; † 28. Juni 1941 ebd.) verh. mit dem Professor der Rechte August Thon (* 1839; † 1912)
- Marie Luden (* 28. Juni 1851 in Jena; nach 1933 in Homburg) verh. I Immanuel Fromann (* St. Petersburg; † 1884 in Berlin) verh. II NN. Engelmann († Wiesbaden)

## Werke (Auswahl)
- Handbuch der allgemeinen Geschichte der Völker und Staaten des Alterthums. Jena 1824.
- De furti notione secundum jus. Rom. Jena 1831.
- Romagnosi, Genesis des Strafrechts, aus dem Italienischen. Jena 1833, 2. Bde.
- Abhandlungen aus dem gemeinen teutschen Strafrechte. Göttingen 1836–1840 (1. Bd. Online; 2. Bd. Online)
- Der Vergiftungsproceß der Frau Marie Fortunee Capelle, Wittwe Lafarge. Jena 1840.
- Handbuch des teutschen gemeinen und partikularen Strafrechts. Jena 1847 (Online)
- De socio delicti generali et speciali. Jena 1845.